# Виртуальное волонтёрство
Виртуальное волонтёрство (онлайн-волонтёрство, киберволонтёрство, цифровое волонтёрство, e-волонтёрство) — тип волонтёрской деятельности, которая осуществляется дистанционно с помощью Интернета.

## На практике
Обычно виртуальное волонтёрство характеризуется краткосрочностью. Так, в одном исследовании более 70 % онлайн-волонтёров выбрали задания, выполнение которых требовало от одного до пяти часов в неделю, и почти половина выбрали задания, длящиеся 12 недель и менее. Некоторые организации предлагают виртуальным волонтёрам возможности работы, которая занимает от 10 минут до часа.
Виртуальное волонтерство как новая форма добровольческой деятельности не связано с конкретным промежутком времени и местом, что существенно расширяет границы волонтерской деятельности и, соответственно, охват людей, которым оказывается помощь. Таким образом, это значительно увеличивает свободу и гибкость участия добровольцев и дополняет охват и воздействие волонтеров, работающих на месте.
Отличительной чертой онлайн-волонтёрства является то, что этим можно заниматься дистанционно. Таким образом, люди с ограниченными физическими возможностями или другими трудностями, которые не позволяют им стать волонтёрами в «реальной жизни», могут принять участие. Кроме того, заниматься виртуальным волонтёрством могут люди с психологическими проблемами, испытывающие трудности в общении. Виртуальное волонтёрство даёт возможность внести свой вклад людям, которые иначе не смогли бы этого сделать. Оно стимулирует развитие самооценки, в то же время позволяя укреплять отношения с другими людьми. Виртуальное волонтёрство позволяет участникам самостоятельно строить план работы в зависимости от своих возможностей, навыков, ресурсов и других условий.
Виртуальное волонтёрство подразумевает под собой различные виды деятельности, выполняемые дистанционно с помощью компьютера или другого устройства, подключённого к Интернету, например, такие как:
- исследовательские и образовательные проекты (в том числе вики-проекты)
- сбор финансовых и нефинансовых источников для определённой цели
- разработка software и исправление неполадок
- создание веб-страниц
- обновление веб-страниц, ведение профилей в социальных сетях
- написание и редактирование предложений, пресс-релизов, новостных статей и т.д,
- перевод документов
- создание баз данных
- создание изображений, иллюстраций и графиков
- сканирование документов
- консультирование по юридическим, бизнесовым, медицинским и др. вопросам
- репетиторство и обучение
- модераторство форумов
- написание песен
- создание подкастов
- общественная журналистика
- монтирование видео
- мониторинг новостей
- ответы на вопросы
- проставление тегов на фото и других файлах
- руководство другими волонтёрами

и т. д.
В развивающихся странах волонтёрство обычно осуществляется не через Интернет, а с помощью мобильной радиосвязи. Примерно 26 % людей во всём мире имели доступ к Интернету по данным 2009 года. Однако показатель проникновения Интернета в странах с низким уровнем дохода составлял всего лишь 18 %, в то время как в развитых странах — 64 %. Хотя цены на широкополосный Интернет снижаются, многие всё равно не могут позволить себе иметь постоянный выход в Интернет. Несмотря на эту статистику, виртуальное волонтёрство развивается достаточно быстро. Онлайн-волонтёры — это «люди, которые бесплатно и безвозмездно используют своё время и навыки на благо общества». Виртуальное волонтёрство не привязано к определённому времени или месту, а значит, значительно увеличивается гибкость и свобода волонтёров и количество возможностей внести свой вклад.
Онлайн-микроволонтёрство — ещё один пример виртуального волонтёрства и краудсорсинга, когда волонтёры выполняют задания на своих КПК или смартфонах. Для выполнения такого рода заданий некоммерческие организации не осуществляют специальный отбор волонтёров и не проводят обучение. В других случаях отбор и обучение могут быть осуществлены заранее, и у волонтёра есть разрешение на выполнение микрозадание в зависимости от своих возможностей и заинтересованности. Изначально онлайн-микроволонтёрство называлось «байтовым волонтёрством» (англ. byte-sized volunteering). Один из первых примеров микроволонтёрства и краудсорсинга — ClickWorkers, небольшой проект НАСА, который был запущен в 2001 году. Онлайн-волонтёрам предлагались задания из области науки, для выполнения которых требовались не научные знания, а здравый смысл: например, определить на опубликованных фото наличие кратеров на Марсе. Волонтёры не проходили отбор или предварительное обучение. Авторство термина «микроволонтёрство» обычно приписывается The Extraordinaries, некоммерческой организации из Сан-Франциско.

## Истоки виртуального волонтёрства
История виртуального волонтёрства в помощь некоммерческим организациям отсчитывается с 1970-х годов, когда Проект «Гутенберг» начал привлекать онлайн-волонтёров для создания общедоступной электронной библиотеки.
В 1995 году новая некоммерческая организация Impact Online (сейчас VolunteerMatch) из Пало-Альто, Калифорния начала продвигать концепцию «виртуальных волонтёров». В 1996 Impact Online получили грант от James Irvine Foundation на запуск исследования о деятельности виртуального волонтёрства и на его продвижение в некоммерческих организациях США. Новая инициатива получила название Virtual Volunteering Project, и в начале 1997 года был запущен веб-сайт. После года существования Virtual Volunteering Project переехала в Центр Charles A. Dana в Техасский университет в Остине, а в 2002 году — в Lyndon B. Johnson School of Public Affairs в том же университете.
Первые два года Virtual Volunteer Project занималась адаптацией существующих норм удалённой работы и принципов волонтёрства к виртуальному волонтёрству, а также определением организаций, в которые входили онлайн-волонтёры. К апрелю 1999 года Virtual Volunteer Project определили почти 100 организаций как включающие в себя онлайн-волонтёров, и они были перечислены на сайте.
Из-за растущего числа школ, государственных программ и прочих некоммерческих организаций, включающих онлайн-волонтёров, Virtual Volunteering Project в 2000 году перестали перечислять подобные организации на своём сайте и сконцентрировались на продвижении организаций с уникальными программами волонтёрства и виртуального волонтёрства в целом, а также создании норм для привлечения к работе онлайн-волонтёров.

## В настоящее время
Сегодня с онлайн-волонтёрами сотрудничают тысячи некоммерческих организаций и других проектов. На данный момент[когда?] нет ни одной организации, которая бы собирала статистику о лучших проектах виртуального волонтёрства в США или в мире, о том, сколько людей занимаются виртуальным волонтёрством или сколько организаций используют онлайн-волонтёров. Исследования, посвящённые волонтёрству, редко включают информацию о виртуальном волонтёрстве.
У ООН есть служба виртуального волонтёрства, которая раньше была частью NetAid, совместного проекта Программы развития ООН и Cisco Systems по борьбе с бедностью. Служба онлайн-волонтёрства (англ. The Online Volunteering service), которая с момента создания находилась под руководством программы волонтёров ООН (англ. United Nations Volunteers), была одной из многих инициатив NetAid. Она начала свою работу в 2000 году и сразу же привлекла тысячи волонтёров. После 3 лет своего существования на веб-сайте NetAid, в феврале 2004 года Служба онлайн-волонтёрства ООН переехала на свой собственный домен. У этой службы, которая связывает организации, работающие в развивающихся странах, с онлайн-волонтёрами, есть статистика о том, сколько волонтёров и организаций сотрудничают онлайн благодаря этой программе. В 2013 году все 17370 задания, предложенных через Службу онлайн-волонтёрства, привлекли большое количество заявок от квалифицированных волонтёров. Около 58 % из 11037 онлайн-волонтёров были женщинами и 60 % были из развивающихся стран, средний возраст составил 30 лет. В 2013 году более 94 % организаций и онлайн-волонтёров оценили сотрудничество на «хорошо» и «отлично».
Некоторые другие службы поиска, такие как VolunteerMatch и Idealist, помимо традиционных видов волонтёрских работ также предлагают виртуальные волонтёрские вакансии. VolunteerMatch сообщает, что примерно 5 % предлагаемых ими вакансий являются виртуальными. На ноябрь 2015 года таких вакансий было 5661, среди них работа в сфере интерактивного маркетинга, фандрайзинга, графического дизайна, консультирования и т. д.
Википедия и другие проекты Викимедиа также являются примерами виртуального волонтёрства, в виде краудсорсинга и микро-волонтёрства. Большинство волонтёров, участвующих в создании Википедии в качестве исследователей, писателей и редакторов, не проходят отбор и обучение и не оговаривают время, которое будет посвящено работе.
Многие организации, связанные с виртуальным волонтёрством, не употребляют этот термин или слова «онлайн-волонтёры» на своих веб-сайтах и в печатных изданиях. Например, некоммерческая организация Business Council for Peace (Bpeace) ищет бизнесменов, готовых пожертвовать своё время на обучение и консультирование предпринимателей в странах, затронутых конфликтами, таких как Афганистан и Руанда; однако большинство этих волонтёров взаимодействуют с сотрудниками Bpeace и предпринимателями только онлайн, а не лично, и термин «виртуальное волонтёрство» не упоминается на сайте организации. Bpeace также занимается микроволонтёрством: организация запрашивает у своих сторонников информацию, например, об онлайн-сообществах определённых специалистов в США, но при этом не использует термин «микроволонтёрство». Другой пример — это the Electronic Emissary, одна из первых наставнических онлайн-программ, запущенная в 1992 году. На своём веб-сайте они не используют слова «виртуальное волонтёрство», предпочитая называть онлайн-волонтёров «онлайн-экспертами».
Развитие форм волонтёрства будет способствовать увеличению возможностей волонтёрской деятельности. Распространение технологий объединяет всё больше сельских и отдаленных районов. Неправительственные организации и правительства начинают осознавать ценность международного волонтёрства между развивающимися странами и выделяют на это средства. Корпорации реагируют на «социальный рынок» путём поддержки инициатив в области КСО, которые включают и волонтёрство. Новые возможности для участия в волонтёрской деятельности приводят к тому, что всё больше людей становятся волонтёрами, а те, кто уже участвует, могут расширить свои обязательства.

## Виртуальное волонтёрство вРоссии
Виртуальное волонтёрство в России развито достаточно слабо. Не существует русскоязычной платформы для поиска возможных вакансий виртуального волонтёрства.
Для России скорее характерны отдельные кампании виртуального волонтёрства. Одним из ярких примеров подобной кампании является «Карта помощи». В аномально жаркое лето 2010 года на сайте собиралась информация о пострадавших во время пожаров, а также о точках сбора помощи. Также там можно отслеживать случаи вырубки и загрязнения леса, злоупотребления окружающей средой и т. д.
Кроме того, в последнее время популярностью пользуется платформа для создания петиций Change.org. На 2012 год количество пользователей в России составляло почти 500 тыс. человек. Среди особо значимых и успешных петиций можно выделить случай, когда тысячи россиян потребовали и добились от Министерства Образования РФ сделать публичными процедуры оценки эффективности вузов. Более 24 тысяч человек, объединившись, спасли реабилитационные программы для детей, которые проходят лечение от онкологических заболеваний. Кроме того, более 40 тысяч человек, подписавшиеся под соответствующей петицией, способствовали сохранению уникальной коллекции импрессионистов в Эрмитаже.